# Lukas Reimann

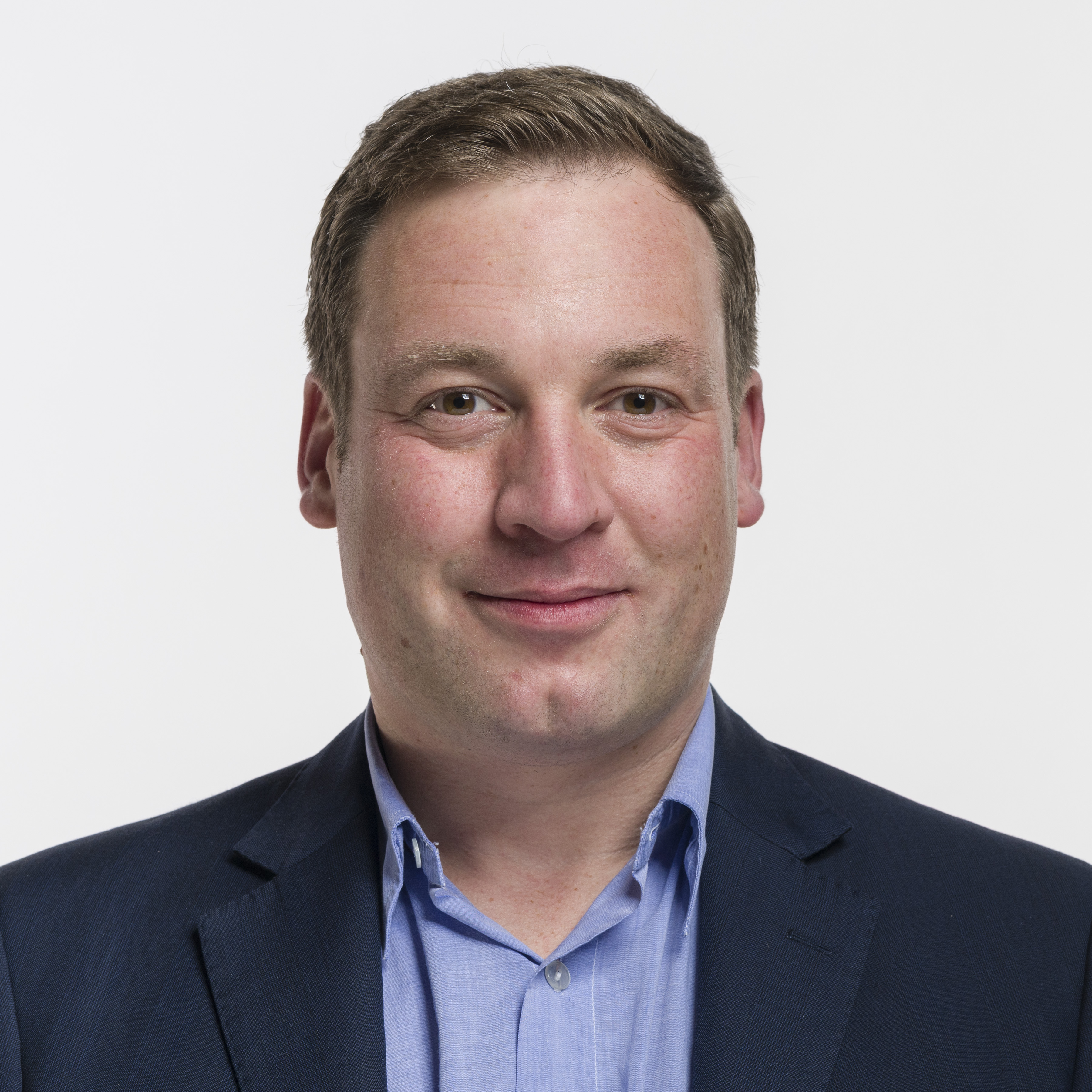
Lukas Reimann (2019)

Lukas Andreas Reimann (* 18. September 1982 in Aarau, heimatberechtigt in Oberhof AG) ist ein Schweizer Jurist und Politiker (SVP).

## Leben und Wirken
Aufgewachsen in Oberhof, besuchte Lukas Reimann die Primarschule in Herznach und die Bezirksschule in Frick. Nach einem Auslandjahr in Amerika besuchte er die Kantonsschule am Burggraben in St. Gallen und schloss diese 2001 mit der Matura im Schwerpunktfach Wirtschaft und Recht ab. Ab 2001 studierte er an der Rechtswissenschaftlichen Fakultät der Universität Zürich, später an der Fernuniversität Schweiz. Reimann ist Verwaltungsratsmitglied der Schweizerzeit Verlags AG und publiziert regelmässig Artikel in der nationalkonservativen Zeitung Schweizerzeit. Im April 2008 gründete er mit Geschäftspartnern aus Deutschland und Luxemburg das Finanzinstitut SWAG AG – Schweizerische Wertpapierabrechnungsgesellschaft mit Sitz in St. Gallen. Er war bis 2019 Mitglied des Stiftungsrates der 2008 gegründeten Schweizerischen Quellwasser- und Brunnenstiftung mit Sitz in Wil SG.
In der Schweizer Armee ist Reimann einfacher Soldat. Er absolvierte 2003 die Rekrutenschule als Nachrichtensoldat der Luftwaffe in den Theodor-Real-Kasernen des Militärflugplatzes Dübendorf.
Reimann wohnt in Wil (Kanton St. Gallen) und ist der Sohn von Kurt Reimann (Generalsekretär der Universität Zürich) und der Neffe des früheren Aargauer National- und Ständerates Maximilian Reimann. Zu seinen Interessen zählen u. a. Poker und Jazz.

## Politik

### Standpunkte
Die Smartmap zur Nationalratswahl 2019 verortet Reimann ins rechtskonservative Lager. Er selbst bezeichnet seine Positionen als radikal-liberal.
Politisches Engagement zeigte Reimann bereits 1999 gegen die Eidgenössische Volksinitiative «zum Schutz von Leben und Umwelt vor Genmanipulation» und 1999 gegen das «Bundesgesetz über die Mutterschaftsversicherung». Auch kämpft er gegen die Öffnung der Schweizer Universitäten für ausländische Studierende und engagiert sich für die Wahrung des Nationalstolzes.
Er setzt sich ein gegen Verträge zwischen der Schweiz und der Europäischen Union, den Vereinten Nationen und der NATO. Er engagierte sich gegen die Armeereform XXI und sieht die Schweiz von einer Islamisierung bedroht.
Reimann engagierte sich gegen Schlachttiertransporte durch die Schweiz und gegen die Einzelhaltung von Kaninchen. Er setzte sich ein für die Deklarationspflicht von geschächtetem Fleisch.
Er kämpft gegen das Verbot von Pokerturnieren ausserhalb von Casinos.
Er ist ein Abtreibungsgegner und Mitglied der Lebensrechtsbewegung und ist der Ansicht, junge Menschen würden nicht mehr verhüten, da sie ja abtreiben könnten. In diesem Zusammenhang äusserte er sich in einem Interview im Tages-Anzeiger im Juli 2014 dahingehend, dass «abzutreiben, anstatt zu verhüten», «schon sehr dumm» sei.

### Partei
1999 war Reimann Mitglied der SVP-Ortspartei Wil und der Jungen SVP Schweiz. Er war Mitgründer und von Oktober 2000 bis Februar 2008 Präsident der Jungen SVP St. Gallen (bis Januar 2009 noch Beisitzer). Seit 2001 ist er Vorstandsmitglied der SVP Kanton St. Gallen.

### Organisationen
Reimann war Fan der Grasshoppers, Sektion Eishockey, und zählte sich zu der Fangruppe Icehoppers und den Ultras der Grasshopper Fussball-Sektion Fantastic Fanatics. Seit 1999 ist er Mitglied der Lebensrechtsbewegung Ja zum Leben.
Von 2004 bis 2022 war Reimann Vorstandsmitglied der Aktion für eine unabhängige und neutrale Schweiz (AUNS), im April 2014 übernahm er von Pirmin Schwander das Präsidium. 2022 fusionierte die AUNS mit den Organisationen «Nein zum schleichenden EU-Beitritt» und «Unternehmer-Vereinigung gegen den EU-Beitritt» zur Pro Schweiz.
Er ist Mitgründer und Co-Präsident des 2001 gegründeten Vereins Junge für eine unabhängige und neutrale Schweiz (JUNS, bis 2014 «Young4FUN.ch») in Wil. Dort gehört er zur Redaktion der Vereinszeitung Freie Schweiz. JUNS ist ein Mitglied von TEAM (The European Alliance of EU-critical Movements), wo Reimann von 2004 bis 2007 Vorstandsmitglied war.
Lukas Reimann ist Vorstandsmitglied der Interessengemeinschaft Öffentlicher Verkehr Region Wil und seit 2003 Mitglied des Vereins Lehrstellenboerse.ch.

### Komitees
Im Jahr 2002 war Reimann Präsident des Komitees «Ausgabenbremse für Hilfe am falschen Ort» in Wil SG. Er zählte auch zum Referendumskomitee gegen die Vorlage «Armee XXI – Änderung des Bundesgesetzes über die Armee und die Militärverwaltung». Er war Referendumsführer gegen den Parlamentsbeschluss über die Weiterführung der Personenfreizügigkeit und deren Ausdehnung auf Rumänien und Bulgarien sowie Mitglied des «Überparteilichen Komitees gegen biometrische Pässe und Identitätskarten». Des Weiteren war er Mitglied der Initiativkomitees der Eidgenössischen Volksinitiativen «Für die Stärkung der Volksrechte in der Aussenpolitik (Staatsverträge vors Volk!)» und «Gegen den Bau von Minaretten».

### Legislative
Reimann wurde 2004 im Alter von 21 Jahren als Kandidat der Jungen SVP Mitglied des Kantonsrates von St. Gallen. Bei den Parlamentswahlen 2007 wurde er als jüngstes Parlamentsmitglied in den Nationalrat gewählt. In seiner Antrittsrede zur 48. Legislaturperiode des Parlaments setzte er seine Schwerpunkte in einer Politik der Deregulierung durch weniger Gesetze und weniger staatliche Ausgaben. Reimann ist Mitglied der Kommission für Rechtsfragen und der Delegation für die Beziehungen zum Österreichischen Parlament. Zudem ist er Co-Präsident der parlamentarischen Gruppe «Fanpolitik in der Schweiz» und Mitglied der Gruppen «Auslandschweizer», «Für ein freiheitliches Waffenrecht», «lingua e cultura rumantscha», «Pfadibewegung Schweiz», «Rock/Pop im Bundeshaus», «Sport» sowie «Wohn- und Grundeigentum».

### Kritik

#### Parlamentswahlen 2007
Nach dem Vorbild des Wahlkampfes 2000 des FDP-Landesvorsitzenden von Nordrhein-Westfalen Jürgen Möllemann fand sich auch auf einem Wahlkampfplakat der St. Galler JSVP das Konterfei Adolf Hitlers. Als Nationalratskandidat und Präsident der JSVP St. Gallen unterstützte Reimann die Kampagne und gelangte in die öffentliche Kritik.

#### Personenfreizügigkeit 2009
Mit einer Website, dabeibleiben.ch, welche der von den Befürwortern eingerichteten Kampagne dabei-bleiben.ch zum Verwechseln ähnlich sah, bediente sich Reimann des Typosquattings. Einer vom Bezirksgericht Meilen erlassenen Verfügung, die Website abzuschalten, kam Reimann nicht termingerecht nach.
Reimann erlangte im Zusammenhang mit der Website come-to-switzerland.com mediale Aufmerksamkeit. Auf der Site wurden Bürger der EU zur Ausnützung der schweizerischen Sozialleistungen aufgerufen. Wie sich zeigte, war der Autor der Site ein ehemaliges Mitglied der APPD, der Besitzer der Domain war Reimanns Geschäftspartner der SWAG AG. Die SWAG AG wurde von der Eidgenössischen Finanzmarktaufsicht als unbewilligtes Finanzinstitut aufgeführt. Politiker der FDP forderten Reimann auf, seine Kommunikationsdaten einer neutralen Stelle offenzulegen. Der Wirtschaftsdachverband Economiesuisse warf Reimann unschweizerischen Stil vor.

#### Rassismusvorwürfe
Wie einem Bulletin der Eidgenössischen Kommission gegen Rassismus zu entnehmen ist, dankte Reimann im Jahr 2000 als Präsident des Komitees «Jugend gegen Bilaterale» dem Holocaustleugner Ernst Indlekofer für eine Spende und gratulierte zur erfolgreichen Abonnentenwerbung seiner Zeitschrift. Äusserungen Reimanns zum Islam im Jahr 2006 als Kantonsrat sowie als Komiteemitglied der Volksinitiative «Gegen den Bau von Minaretten» im Jahr 2007 wurden von der Stiftung gegen Rassismus und Antisemitismus als verbaler Rassismus eingestuft.
In der Nationalratsdebatte vom 28. Mai 2008 und im Vorfeld der Abstimmung zur Personenfreizügigkeit verwendete Reimann antiziganistische Klischees, wofür er im Nationalrat und in den Medien kritisiert wurde.

## Sonstiges
Als der Nationalrat über die Justiz-Initiative debattierte, stimmte Lukas Reimann als einziger Anwesender für das Anliegen. Laut eigener Aussage sei seine Entscheidung lediglich als «Sympathiestimme» zu verstehen.